# ドクターディーノ
ドクターディーノ（またはドクトルディノ、Doctor Dino）は、フランスで生産された競走馬である。
競走馬時代には、2007年のマンノウォーステークスや香港ヴァーズを制すなど各国の競走で走った経歴を持つ。主戦騎手はオリビエ・ペリエが務め、14戦で7勝（うち重賞競走5勝）した。

## 経歴

### 戦績
2歳時の2004年に競走馬デビュー以降は自国のフランスで走り、重賞競走などで好走していたが重賞競走の勝ち鞍は5歳時の2006年に制したプロヴァンス大賞 (G3) のみだった。
6歳となった2007年は、この年初戦のガネー賞で3着となり、以降は海外遠征を繰り返し、遠征初戦の5月にシンガポール航空国際カップに出走し、勝ったシャドウゲイト、2着のコスモバルクに続く3着に入った。その後はアメリカ合衆国に渡り、8月のアーリントンミリオンで3着となり、9月にはオリビエ・ペリエ騎乗でマンノウォーステークスを制しG1競走初勝利を挙げた。以降ペリエが主戦騎手として騎乗し、イギリスのチャンピオンステークスで3着、12月には香港に渡って香港ヴァーズを制してG1競走2勝目を挙げた。
7歳となった2008年は、ドバイに遠征してドバイシーマクラシックで3着となった後は自国で走り、6月にシャンティイ大賞 (G2) を制して重賞競走4勝目を挙げた。その後サンクルー大賞で3着、ドーヴィル大賞 (G2) で2着となった後は再び海外遠征を行い、カナダに渡って10月にカナディアン国際ステークスにランフランコ・デットーリが初騎乗して出走したが5着、12月には2年連続で香港ヴァーズに出走し、鞍上がペリエに戻って同競走2連覇を達成した。
8歳となった2009年は、前年と同じくドバイに遠征してドバイシーマクラシックに出走したが8着だった。レース後、腱の損傷により競走馬を引退することとなり、予備登録を行い選出馬となっていた天皇賞（春）への出走は辞退した。その後、フランスHaras du Mesnil牧場にて種牡馬入りすることになった。

## 主な勝ち鞍
- 2006年 （4歳）
  - アンドレ・バボワン賞 (G3)
- 2007年 （5歳）
  - マンノウォーステークス (G1)
  - 香港ヴァーズ (G1)
- 2008年 （6歳）
  - シャンティイ大賞 (G2)
  - 香港ヴァーズ (G1)

## 血統表
| ドクターディーノ（Doctor Dino / 迪諾醫生）の血統（シャーペンアップ系/Northern Dancer5×4=9.38%・Nearctic5×5=6.25%） | ドクターディーノ（Doctor Dino / 迪諾醫生）の血統（シャーペンアップ系/Northern Dancer5×4=9.38%・Nearctic5×5=6.25%） | ドクターディーノ（Doctor Dino / 迪諾醫生）の血統（シャーペンアップ系/Northern Dancer5×4=9.38%・Nearctic5×5=6.25%） | （血統表の出典）          | （血統表の出典） |
| 父 Muhtathir 1995 栗毛                                                                                             | 父の父Elmaamul 1987 栗毛                                                                                           | Diesis | Sharpen Up                | Sharpen Up       |
| 父 Muhtathir 1995 栗毛                                                                                             | 父の父Elmaamul 1987 栗毛                                                                                           | Diesis | Doubly Sure               |                  |
| 父 Muhtathir 1995 栗毛                                                                                             | 父の父Elmaamul 1987 栗毛                                                                                           | Modena | Roberto                   | Roberto          |
| 父 Muhtathir 1995 栗毛                                                                                             | 父の父Elmaamul 1987 栗毛                                                                                           | Modena | Mofida                    |                  |
| 父 Muhtathir 1995 栗毛                                                                                             | 父の母Majmu 1988 鹿毛                                                                                              | Al Nasr | Lyphard                   | Lyphard          |
| 父 Muhtathir 1995 栗毛                                                                                             | 父の母Majmu 1988 鹿毛                                                                                              | Al Nasr | Caretta                   |                  |
| 父 Muhtathir 1995 栗毛                                                                                             | 父の母Majmu 1988 鹿毛                                                                                              | Affirmative Fable                                                                                                  | Affirmed                  | Affirmed         |
| 父 Muhtathir 1995 栗毛                                                                                             | 父の母Majmu 1988 鹿毛                                                                                              | Affirmative Fable                                                                                                  | Fairway Fable             |                  |
| 母 Logica 1994 鹿毛                                                                                                | 母の父Priolo 1987 鹿毛                                                                                             | Sovereign Dancer                                                                                                   | Northern Dancer           | Northern Dancer  |
| 母 Logica 1994 鹿毛                                                                                                | 母の父Priolo 1987 鹿毛                                                                                             | Sovereign Dancer                                                                                                   | Bold Princess             |                  |
| 母 Logica 1994 鹿毛                                                                                                | 母の父Priolo 1987 鹿毛                                                                                             | Primevere | Irish River               | Irish River      |
| 母 Logica 1994 鹿毛                                                                                                | 母の父Priolo 1987 鹿毛                                                                                             | Primevere | Spring is Sprung          |                  |
| 母 Logica 1994 鹿毛                                                                                                | 母の母Salagangai 1982 栗毛                                                                                         | Sallust | Pall Mall                 | Pall Mall        |
| 母 Logica 1994 鹿毛                                                                                                | 母の母Salagangai 1982 栗毛                                                                                         | Sallust | Bandarilla                |                  |
| 母 Logica 1994 鹿毛                                                                                                | 母の母Salagangai 1982 栗毛                                                                                         | Malagangai | *ノノアルコ               | *ノノアルコ      |
| 母 Logica 1994 鹿毛                                                                                                | 母の母Salagangai 1982 栗毛                                                                                         | Malagangai | La Route Millard F-No.1-n |                  |